# Coming Home (álbum de Pain)
Coming Home es el octavo disco de larga duración de la banda sueca de metal industrial Pain. Peter Tägtgren se ocupa de todos los instrumentos así como de la parte vocal. Fue lanzado el 9 de septiembre de 2016 bajo el sello de Nuclear Blast.

## Contenido
1. Designed to Piss You Off
2. Call Me (feat. Joakim Brodén)
3. A Wannabe
4. Pain in the Ass
5. Black Knight Satellite
6. Coming Home
7. Absinthe-Phoenix Rising
8. Final Crusade
9. Natural Born Idiot
10. Starseed

- Datos: Q27601919